# Cypripedioideae
Classification APG II (2003)
Sous-famille
Les Cypripedioideae sont une sous-famille des Orchidaceae. Elle est acceptée par la classification phylogénétique. Elle comporte une centaine d'espèces réparties généralement en 5 genres, dont les fleurs présentent un labelle en forme de sabot (c'est le cas du sabot de Vénus appartenant au seul genre européen de cette famille, Cypripedium), deux étamines latérales fertiles et du pollen granuleux.

## Les genres à travers le monde
On accepte à l'heure actuelle 5 genres dans cette sous-famille :
- Cypripedium L. - seul genre représenté en Europe et Afrique[1], avec le Sabot de Vénus (Cypripedium calceolus)
- Mexipedium V.A.Albert & M.W.Chase - Genre monospécifique, à l'heure actuelle.
- Paphiopedilum Pfitzer - représenté uniquement en Asie
- Phragmipedium Rolfe - représenté uniquement en Amérique (synonyme : Uropedium Lindl.)
- Selenipedium Rchb.f.

### Localisation en France
Le seul représentant en France, le Sabot de Vénus, se trouve essentiellement en montagne, particulièrement les Alpes, mais aussi Jura, Vosges voire Moselle, région des Grands Causses, Pyrénées, plus exceptionnellement dans le sud-est.

### Espèces rencontrées en Amérique du Nord
- Cypripedium acaule - Cypripède acaule - sabot de la vierge
- Cypripedium parviflorum - Cypripède parviflorum
- Cypripedium reginae - Cypripède royal
- Cypripedium arietinum - Cypripède tête de bélier
- Cypripedium candidum
- Cypripedium montanum
- Cypripedium guttatum
- Cypripedium passerinum